# Homininae
Homininae je podčeleď čeledi hominidé (Hominidae). Zahrnuje všechny žijící hominidy s výjimkou orangutanů, kteří jsou vydělováni do vlastní podčeledi Ponginae.
Podčeleď Homininae se dělí na dva triby:
- Hominini - zahrnuje žijící rody člověk a šimpanz,
- Gorillini - zahrnuje jediný žijící rod gorila.

## Systematika

Starší představa fylogeneze hominoidů

Současná představa fylogeneze hominoidů

### Historie
Systematika se vyvíjela a vyvíjí. Do roku 1980 zahrnovala (nadřazená) čeleď hominidé pouze rod Homo (člověk), zatímco lidoopi byli řazeni do čeledi Pongidae. Další objevy vedly k revizi, při které byly do čeledi Hominidae zahrnuti všichni lidoopi i člověk. Aby se v systematice odrazil fakt, že gorila a šimpanz jsou příbuznější člověku než orangutanu, byly vytvořeny dvě podčeledi, Homininae a Ponginae.
I v posledních letech však bylo učiněno několik změn. Příčinou jsou mimo jiné i nové objevy vyhynulých hominidů. Velké množství nalezených rodů zatím nelze taxonomicky a fylogeneticky zcela přesně zařadit. Poslední společný předek moderních homininů zatím není s jistotou známý, uvažuje se zejména o rodech Ouranopithecus a Nakalipithecus ze svrchního miocénu.
Oddělení evoluční linie orangutanů od homininů se předpokládá zhruba před 13 - 16 miliony let. Zhruba před 8 - 9 miliony let se odštěpili předci goril. Linie šimpanzů a lidí se rozdělily asi před 6 - 7 miliony let. Zatímco předci člověka (Sahelanthropus, Orrorin, Ardipithecus, Australopithecus) jsou poměrně dobře doložení, fosilní předchůdci šimpanzů a goril jsou prakticky neznámí. Jako důvod se často uvádí fakt, že tyto rody žijí v prostředí, kde se fosilie dochovávají jen vzácně.

### Současný stav
Současná taxonomie vypadá přibližně takto:
- Homininae incertae sedis
  - † rod Chororapithecus Suwa et al. 2007
  - † rod Nakalipithecus Kunimatsu et al. 2007
  - † rod Samburupithecus Ishida - Pickford, 1997
- tribus Gorillini
  - rod gorila (Gorilla) Geoffroy, 1853
- tribus Hominini
  - subtribus Panina
    - rod šimpanz (Pan) Oken, 1816

  - subtribus Hominina
    - † rod Sahelanthropus Brunet et al. 2002
    - † rod Orrorin Senut et al. 2001
    - † rod Ardipithecus White, Suwa, Asfaw, 1995
    - † rod Australopithecus Dart, 1926
    - † rod Kenyanthropus Leakey et al. 2001
    - rod člověk (Homo) Linnaeus, 1758